# The Slap (série télévisée, 2015)
Cet article concerne la série américaine. Pour la série australienne dont elle est adaptée, voir La Gifle (série télévisée).
The Slap est une mini-série américaine en huit épisodes de 42 minutes diffusée du 12 février au 2 avril 2015 sur le réseau NBC.
Elle est adaptée de la série australienne homonyme, elle-même basée sur le roman La Gifle de Christos Tsiolkas.
En France, la série a été diffusée du 7 au 14 janvier 2017 (quatre épisodes par soir) sur HD1. Elle reste inédite dans tous les autres pays francophones.

## Synopsis
Au cours d'un barbecue entre amis, un enfant violent est giflé par un homme qui n'est pas son père. Outrés du geste posé par celui-ci, les parents du jeune ont porté plainte contre l'assaillant pour voies de faits.

## Distribution

### Acteurs principaux
- Peter Sarsgaard (VF : Guillaume Lebon) : Hector Apostolou
- Uma Thurman (VF : Juliette Degenne) : Anouk Latham
- Melissa George (VF : Laurence Dourlens) : Rosie Weschler
- Thandie Newton (VF : Sara Martins) : Aisha Apsotolou
- Zachary Quinto (VF : Adrien Antoine) : Harry Apostolou
- Brian Cox (VF : Jacques Frantz) : Manolis Apostolou
- Makenzie Leigh (VF : Leslie Lipkins) : Connie
- Lucas Hedges (VF : Gabriel Bismuth-Bienaimé) : Richie Joanou
- Dylan Schombing (VF : Isaac Lobé) : Hugo Weschler
- Marin Ireland (VF : Marie Zidi) : Sandi Aposotolou
- Thomas Sadoski (VF : Pierre Tessier) : Gary Weschler
- Victor Garber (VF : Gabriel Le Doze) : le narrateur (voix)

### Acteurs récurrents
- Maria Tucci : Koula (7 épisodes)
- Khalid Alzouma : Adam (7 épisodes)
- Owen Tanzer : Rocco (6 épisodes)
- Michael Nouri : Thanassis (5 épisodes)
- Ellen Adair : ADA Bridget Saltire (4 épisodes)

### Invités
- Penn Badgley (VF : Anatole de Bodinat) : Jamie (épisodes 1 et 3)
- Waltrudis Buck : Patient Lady (épisode 1)
- Chris Meyer : Jay (épisode 2)
- Noah Robbins : Lee (épisode 2)
- Tess Frazer (en) : Pretty Girl (épisode 2)
- Blythe Danner : Virginia (épisode 3)
- Freya Adams (en) : Dania (épisode 3)
- Lucas Elliot Eberl (en) (épisode 3)
- Rebecca Schull : Georgia (épisode 4)
- Alma Cuervo (en) : Judge Leguillou (épisodes 5 et 7)
- Kelly AuCoin : Tony (épisodes 5 et 8)
- Patrick Breen : Malcolm (épisode 5)
- Rachel Hilson : Liz (épisode 5)
- Omar Metwally : Ajay (épisode 6)
- Molly Price : Fiona (épisodes 7 et 8)
- Amelia Campbell (en) : Mrs Bajaria (épisode 7)
- Annabelle Attanasio : Young Woman (épisode 7)
- Geoffrey Owens : Dr Fletcher (épisode 8)
- Jyoti Singh (en) : Pharmacist (épisode 8)

Version française
- Société de doublage : Libra Films
- Direction artistique : Pauline Brunel

 Source et légende : version française (VF) sur RS Doublage et DSD

## Production

### Développement

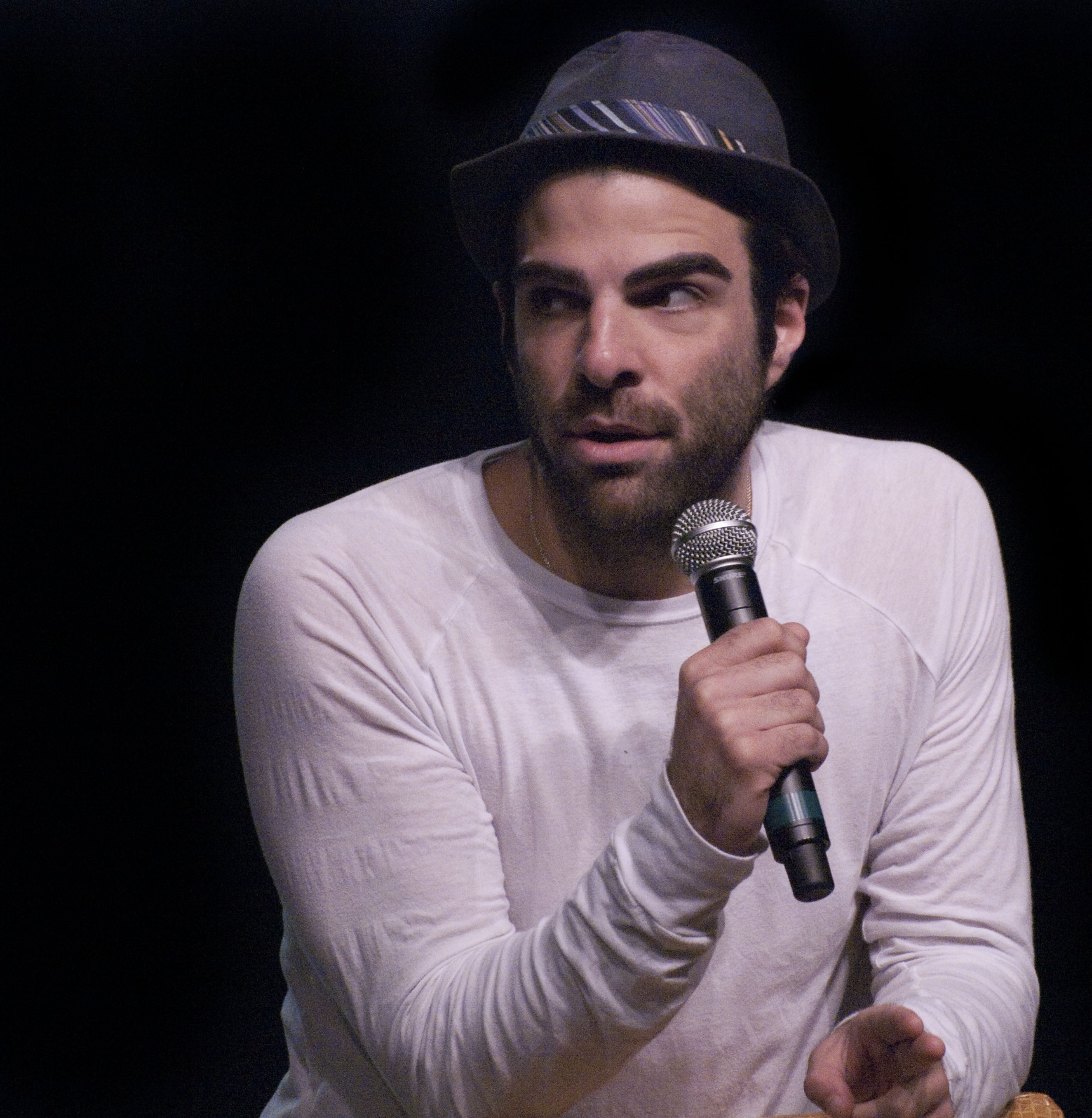
L'acteur Zachary Quinto fait partie du casting de la mini-série.

Le 5 octobre 2012, NBC met en chantier l’adaptation de la sérié australienne The Slap avec Jon Robin Baitz à l'écriture du scénario de la version américaine,.
Le 19 janvier 2014, le projet de série est validée par NBC sous forme d'une mini-série de huit épisodes,.
Le 12 décembre 2014, NBC annonce la date de diffusion de la série au 12 février 2015,.
Après l'annulation de la série Allegiance le 6 mars, NBC déplace la diffusion de la série de 20 h à 22 h.

### Casting
Dès juillet 2014, les rôles ont été attribués dans cet ordre : Peter Sarsgaard et Mary-Louise Parker, Zachary Quinto et Brian Cox, Melissa George et Thandie Newton, Makenzie Leigh, Thomas Sadoski, Lucas Hedges et Penn Badgley. À la fin octobre, Uma Thurman remplace Mary-Louise Parker, qui a dû quitter le projet pour des raisons de santé. Melissa George, actrice australienne, reprend le rôle de Rosie qu'elle occupait dans la série originale.
En janvier 2015, Michael Nouri et Blythe Danner sont ensuite invités.

## Épisodes
Tous les épisodes ont été mis en scène par Jon Robin Baitz, d'après la version australienne.
| № | Titre   | Réalisation         | Première diffusion | Audience (millions) |
| - | ------- | ------------------- | ------------------ | ------------------- |
| 1 | Hector  | Lisa Cholodenko     | 12 février 2015    | 5,13                |
| 2 | Harry   | Ken Olin            | 19 février 2015    | 3,96                |
| 3 | Anouk   | Michael Morris (en) | 26 février 2015    | 3,67                |
| 4 | Manolis | Michael Morris      | 5 mars 2015        | 3,92                |
| 5 | Connie  | Ken Olin            | 12 mars 2015       | 2,74                |
| 6 | Aisha   | Ken Olin            | 19 mars 2015       | 3,18                |
| 7 | Rosie   | Michael Morris      | 26 mars 2015       | 3,22                |
| 8 | Richie  | Ken Olin            | 2 avril 2015       | 3,13                |

## Accueil

### Aux États-Unis
Le jeudi 12 février 2015, NBC diffuse l'épisode pilote qui s'effectue devant 5,13 millions de téléspectateurs avec un taux de 1,1 % sur les 18/49 ans, qui est la cible fétiche des annonceurs, soit un mauvais démarrage. En moyenne les huit épisodes de la série ont réuni en moyenne 3,62 millions d'américains avec un taux moyen de 0,75 % sur la cible commerciale.